# 10.000 km
10.000 km es una película española de 2013 de género romántico y dramático. Es la ópera prima de Carlos Marqués-Marcet y está protagonizada por Natalia Tena y David Verdaguer. Fue preseleccionada como candidata española a los Óscar, aunque finalmente la elegida resultó Vivir es fácil con los ojos cerrados.

## Argumento
Álex y Sergi son una joven pareja con una relación estable que piensa en tener su primer hijo. Sin embargo, todo cambia cuando a Álex le ofrecen un proyecto de un año en Los Ángeles, lo que les obligará a mantener una relación a 10 000 km de distancia.

## Reparto
- Natalia Tena es Álex.
- David Verdaguer es Sergi.

## Premios
- Festival de Málaga: 5 premios, incluyendo Mejor película, director y actriz.
- Festival SXSW de Austin: Mejor actor y Mejor actriz.
- Premios Goya 2015: 1 premio al Mejor director novel y 2 nominaciones en las categorías de actriz y actor revelación.
- 59 edición de los Premios Sant Jordi: Mejor ópera prima.[2]
- Premios Gaudí 2015: 5 premios: Mejor director, película en lengua no catalana, guion, actor y actriz.
- Premios del Cine Europeo: Nominada a European Discovery - mejor ópera prima.
- Premios Platino 2015: Nominada a Mejor Ópera Prima de Ficción.[3]

## Recepción
La película fue aclamada por la crítica especializada. Así, Andrea G. Bermejo, de Cinemanía, dijo de ella que "Si en 'Her' Spike Jonze esquivaba la plasticidad de la tecnología con un futuro antiguo e inalámbrico, '10.000 KM' prefiere zambullirse en ella hermanando con brillantez su forma y su fondo", y Álex Montoya, de Fotogramas, la describió como "Una película de planteamiento aparentemente sencillo pero de larguísimo alcance. (...) un relato emocionante y doloroso".

## Banda sonora
- Nothing matters when we're dancing - escrita por Stephin Merritt e interpretada por The Magnetic Fields.
- El dolor de la bellesa - música y letra de Roger Mas e interpretada por Roger Mas i la Cobla Sant Jordi.
- Contra eso lucho - música y letra de Pablo y Diego Arias e interpretada por Negritos.
- Quédate aquí - música y letra de Jorge Andrés Herrera e interpretada por Hermanos Herrera.